# Juan Vattuone
Juan Vattuone (Buenos Aires, 1949 - 30 de abril de 2022) fue un cantautor, compositor y actor argentino, conocido principalmente por su trabajo en el tango.

## Biografía
Nació el barrio de Palermo, Buenos Aires, en 1949, en el seno de una familia con antecedentes musicales (sus tías  Nelly y Gory fueron reconocidas cantantes de tango). Posteriormente se trasladaron al barrio de Villa Urquiza.
Muy tempranamente comenzó a cantar y relacionarse con algunas figuras del espectáculo. Actuó en el local Cambalache (propiedad de la cantante Tania, esposa de Enrique Santos Discépolo) y se integró en 1968 a la orquesta de Carlos Figari, compartiendo con artistas de la talla de Edmundo Rivero, Alberto Marino y Floreal Ruiz.
Rápidamente se desligó del estereotipo tradicional del cantor de tangos y se volcó hacia un trabajo de composición que incorporó, además, influencias del rock, la canción protesta y otros estilos. A partir de entonces definió también el aspecto y vestimenta que lo caracterizan: gorro y chaqueta de cuero.

"No tenía nada que hacer vestido como un pingüino, como un muñequito de torta, cantando lo que los pibes ya no pueden escuchar, porque no lo entienden, porque no habla de lo que les pasa (...) A nosotros nos tocó hacer frente a muchas barreras que un muchacho de 30 años ya tiene levantadas. Antes todo estaba bien separadito: tango, folklore, rock. O una cosa o la otra, y entre ellos no se podían ni ver"
Juan Vattuone (Diario Página/12, 2003) 

Apadrinado por Rubén Juárez, emprendió una larga trayectoria musical en que privilegió las presentaciones en vivo. Paralelamente, compuso música para varias obras de Gerardo Romano.

## Consagración
Pese a su prolongada experiencia artística, Juan Vattuone presentó su primer disco (Tangos al mango) recién en 2005, recogiendo canciones de su autoría que formaban parte de sus espectáculos en directo. Contestatario y rupturista, introdujo temáticas hasta entonces inéditas en el tango, fundamentalmente la desaparición forzada de personas durante la última dictadura militar y la homosexualidad. De esta manera, adquirieron especial relieve Ni olvido ni perdón y El yuta Lorenzo.

"Hubo 30 mil desaparecidos y el tango se quedó callado. El rock, en cambio, ha tenido posibilidades de expresarse en ese mismo contexto. Siempre existieron poetas y juglares que contaban la verdad, lo que le pasaba al pueblo, pero esa mirada no se difundía (...)A mí me han dicho transgresor, que me parezco más a un rockero que a un tanguero, no sé si todas esas cosas me identifican, pero sí sé que me interesa la cultura popular y no el tango oficial que pasan en la radio 2x4"
Juan Vattuone (Diario El Patagónico, 2011) 

En 2010 tuvo un rol protagónico como actor en la película Boca de Fresa de Jorge Zima, compartiendo créditos con Rodrigo de la Serna, Érica Rivas, Roberto Carnaghi y María Fiorentino, entre otros. Un año después, en 2011, lanzó Escuchame una cosa, su segundo disco de estudio.
En 2015 fue nombrado "Personalidad destacada de la cultura de la Ciudad Autónoma de Buenos Aires" por la Legislatura porteña.
En 2017 presentó un álbum conjunto con Jorge Zima titulado La medida de lo imposible.

## Discografía
- Tangos al mango (2005)
- Escuchame una cosa (2011)
- La medida de lo imposible (2016, con Jorge Zima)

## Filmografía
- Boca de fresa (2010)

## Premios y reconocimientos
- Personalidad destacada de la cultura de la Ciudad Autónoma de Buenos Aires (2015)